# Parigi-Bourges 1992
La Parigi-Bourges 1992, quarantaduesima edizione della corsa e valevole come prova del circuito UCI categoria Nat., si svolse l'8 e il 9 ottobre 1992, su due tappe, e fu vinta dal belga Wilfried Nelissen.

## Tappe
| Tappa  | Data      | Percorso                   | km    | Vincitore di tappa | Leader cl. generale |
| ------ | --------- | -------------------------- | ----- | ------------------ | ------------------- |
| 1ª     | 8 ottobre | Morsang-sur-Orge > Étampes | 136,9 | Jaan Kirsipuu      | Jaan Kirsipuu       |
| 2ª     | 9 ottobre | Étampes > Bourges          | 212   | Wilfried Nelissen  | Wilfried Nelissen   |
| Totale | Totale    | Totale                     | 348,9 |                    |                     |

## Dettagli delle tappe

### 1ª tappa
- 8 ottobre: Morsang-sur-Orge > Étampes – 136,9 km

Risultati
| Pos. | Corridore     | Squadra   | Tempo |
| ---- | ------------- | --------- | ----- |
| 1    | Jaan Kirsipuu | -         |       |
| 2    | Olaf Ludwig   | Panasonic |       |
| 3    | Peter Pieters | Tulip     |       |

### 2ª tappa
- 9 ottobre: Étampes > Bourges – 212 km

Risultati
| Pos. | Corridore         | Squadra   | Tempo |
| ---- | ----------------- | --------- | ----- |
| 1    | Wilfried Nelissen | Panasonic |       |
| 2    | Hendrik Redant    | Lotto     |       |
| 3    | Bruno Cornillet   | Z         |       |

## Ordine d'arrivo (Top 10)
| Pos. | Corridore          | Squadra   | Tempo |
| ---- | ------------------ | --------- | ----- |
| 1    | Wilfried Nelissen  | Panasonic |       |
| 2    | Bruno Cornillet    | Z         |       |
| 3    | Peter Van Petegem  | PDM       |       |
| 4    | Herman Frison      | Tulip     |       |
| 5    | Paul Haghedooren   | Collstrop |       |
| 6    | Stefaan Vermeersch | -         |       |
| 7    | Michel Vanhaecke   | Lotto     |       |
| 8    | Christophe Capelle | Z         |       |
| 9    | Jocelyn Jolidon    | Chazal    |       |
| 10   | Jaan Kirsipuu      | -         |       |